# Denis Mayaud
Pour les articles homonymes, voir Mayaud.
Denis Mayaud (né le 22 avril 1986 au Blanc) est un athlète français spécialiste des courses de fond.

## Biographie
Denis Mayaud est un athlète licencié au club limousin de l'AS Saint-Junien.
Il compte 21 sélections en Équipe de France :
- 6 en Équipe de France jeune (cross, 3 000 m et 10 000 m)
- 3 en Équipe de France Universitaire (cross, 10 000 met semi-marathon)
- 13 en Équipe de France senior (cross, 10 000 m et semi-marathon)

## Cross-Country
Palmarès:
- 2008 : Champion du Limousin de cross long, Champion du Monde Universitaire de cross par équipe
- 2009 : Champion du Limousin de cross long
- 2010 : Vainqueur des interrégionaux sud-ouest du cross long, Champion d'Europe de cross par équipe
- 2011: Champion d'Europe de cross par équipe
- 2012 : 3e du championnat de France
- 2013 : Vainqueur des interrégionaux sud-ouest du cross long
- 2015: Champion du Limousin de cross long

## Piste
Palmarès:
- 2009 : Vice-champion du monde universitaire du 10 000 m
- 2010 : 3e du championnat de France du 10 000 m
- 2011 : Vice-champion de France du 5 000 m et du 10 000 m

Records:
- 5 000 m : 13 min 31 s 83
- 10 000 m : 28 min 21 s 50

## Route
Palmarès:
- 2012 : champion de France du 10 km route[1].
- 2016 : marathon de Bordeaux [2]

Records :
- 10 km : 28 min 31 s
- semi-marathon : 1 h 03 min 01 s
- marathon : 2 h 23 min 06 s